# 1920 na ciência

## Eventos
- Arthur Eddington: Nucleossíntese estelar

## Nascimentos
| Data           | Nome                 | Profissão                          | Nacionalidade                                          | Observações                                                                                      | Ref                         |
| -------------- | -------------------- | ---------------------------------- | ------------------------------------------------------ | ------------------------------------------------------------------------------------------------ | --------------------------- |
| 8 de março     | George Batchelor     | matemático                         | Austrália                                              | m. 2000 Prémio Adams 1950 Medalha Real 1988 Medalha Timoshenko 1988                              | [ 1 ] [ 2 ]                 |
| 11 de março    | Nicolaas Bloembergen | físico                             | Países Baixos                                          | Nobel da Física 1981 Medallha de Honra IEEE 1983 Medalha Lorentz 1978                            | [ 3 ] [ 4 ] [ 5 ]           |
| 16 de abril    | Jayme Tiomno         | físico                             | Brasil                                                 |                                                                                                  |                             |
| 22 de maio     | Thomas Gold          | astrofísico                        | Estados Unidos                                         | m. 2004                                                                                          |                             |
| 24 de maio     | John Adams           | físico e administrador             | Reino Unido da Grã-Bretanha e Irlanda                  | m. 1984                                                                                          |                             |
| 10 de julho    | Owen Chamberlain     | físico                             | Estados Unidos                                         | m. 2006 Nobel da Física 1959                                                                     | [ 3 ]                       |
| 17 de julho    | Gordon Gould         | físico                             | Estados Unidos                                         | m. 2005                                                                                          |                             |
| 22 de julho    | Florestan Fernandes  | sociólogo                          | Brasil                                                 | m. 1995                                                                                          |                             |
| 25 de julho    | Rosalind Franklin    | biofísica                          | Reino Unido da Grã-Bretanha e Irlanda / Estados Unidos | m. 1958                                                                                          |                             |
| 26 de julho    | Celso Furtado        | economista                         | Brasil                                                 | m. 2004                                                                                          |                             |
| 30 de julho    | Marie Tharp          | geóloga e cartógrafa oceanográfica | Estados Unidos                                         | m. 2006                                                                                          | [ 6 ]                       |
| 14 de setembro | Alberto Calderón     | matemático                         | Argentina                                              | m. 1998 Prêmio Memorial Bôcher 1979 Prémio Leroy P. Steele 1989 Prémio Wolf de Matemática1989    | [ 7 ] [ 8 ] [ 9 ]           |
| 29 de setembro | Peter Mitchell       | químico                            | Reino Unido da Grã-Bretanha e Irlanda                  | m. 1922 Nobel da Química 1978                                                                    | [ 10 ]                      |
| 20 de outubro  | Giuseppe Colombo     | cientista, matemático e engenheiro | Itália                                                 | m. 1984                                                                                          |                             |
| 29 de outubro  | Baruj Benacerraf     | imunologista                       | Venezuela                                              | Nobel de Fisiologia ou Medicina 1980                                                             | [ 11 ]                      |
| 6 de dezembro  | George Porter        | químico                            | Reino Unido da Grã-Bretanha e Irlanda                  | m. 2002 Nobel da Química 1967 Medalha Davy 1971 Medalha Rumford 1978 Prémio Michael Faraday 1991 | [ 10 ] [ 12 ] [ 13 ] [ 14 ] |
| 17 de dezembro | Kenneth Iverson      | matemático                         | Canadá                                                 | m. 2004 Prémio Turing 1979                                                                       | [ 15 ]                      |
| 28 de dezembro | Robert Whittaker     | zoólogo                            | Estados Unidos                                         | m. 1980                                                                                          |                             |

## Mortes
| Data          | Nome                 | Profissão            | Nacionalidade                                 | Observações                                                          | Ref                 |
| ------------- | -------------------- | -------------------- | --------------------------------------------- | -------------------------------------------------------------------- | ------------------- |
| 3 de janeiro  | Zygmunt Janiszewski  | matemático           | Polónia                                       | n. 1888                                                              |                     |
| 13 de março   | Charles Lapworth     | geólogo              | Reino Unido da Grã-Bretanha e Irlanda         | n. 1842 Medalha Real 1891 Medalha Bigsby 1887 Medalha Wollaston 1899 | [ 1 ] [ 16 ] [ 17 ] |
| 31 de março   | Paul Bachmann        | matemático           | Alemanha                                      | n. 1837                                                              |                     |
| 20 de abril   | Dmitri Ivanovski     | biólogo              | União Soviética                               | n. 1864                                                              |                     |
| 26 de abril   | Srinivasa Ramanujan  | matemático           | Reino Unido da Grã-Bretanha e Irlanda (Índia) | n. 1887                                                              |                     |
| 14 de junho   | Max Weber            | sociólogo            | Alemanha                                      | n. 1864                                                              |                     |
| 18 de junho   | John Macoun          | naturalista          | Canadá                                        | n. 1831                                                              |                     |
| 20 de junho   | Adolphe Marie Carnot | químico              | França                                        | n. 1839                                                              |                     |
| 31 de agosto  | Wilhelm Wundt        | filósofo e psicólogo | Alemanha                                      | n. 1832                                                              |                     |
| 25 de outubro | Odoardo Beccari      | naturalista          | Itália                                        | n. 1843                                                              |                     |

## Prémios

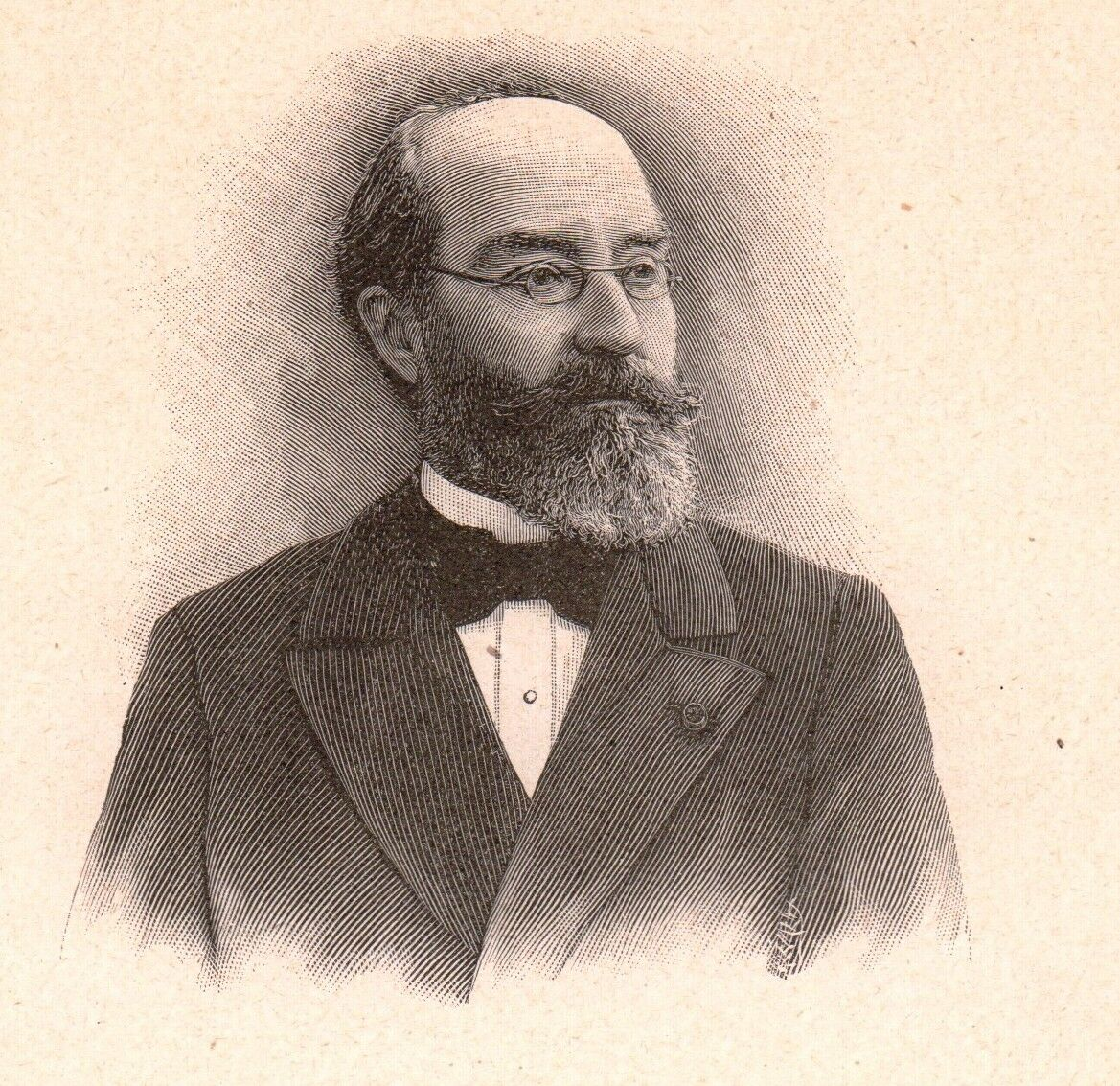
Adolphe Marie Carnot (1839-1920)

### Medalha Bruce
- Ernest W. Brown[18]

### Medalha Copley
- Horace Brown[19]

### Medalha Darwin
- Rowland Henry Biffen[20]

### Medalha Davy
- Charles T Heycock[12]

### Medalha Edison IEEE
- Michael Pupin[21]

### Medalha Guy de ouro
- T.H.C. Stevenson[22]

### Medalha de Honra IEEE
- Guglielmo Marconi[4]

### Medalha Hughes
- Owen Willans Richardson[23]

### Medalha Lyell
- Edward Greenly[24]

### Medalha De Morgan
- Ernest William Hobson[25]

### Medalha Murchison
- Ethel Mary Reader Shakespear[26]

### Medalha Real
- Godfrey Harold Hardy[1] e William Bateson[1]

### Medalha Rumford
- John William Strutt[13]

### Medalha Wollaston
- Gerard Jacob De Geer[17]

### Prémio Nobel
- Física - Charles Edouard Guillaume[3].
- Química - Walther Nernst[10].
- Medicina - Schack August Steenberg Krogh[11].

### Prémio Rumford
- Irving Langmuir[27]